# Бромазепам
Бромазепам — лекарственное средство группы бензодиазепинов. При приёме в низких дозах обладает анксиолитическим действием, в высоких дозах — проявляет седативный и миорелаксирующий эффект.

## Применение
Применяется при неврозах и психопатиях (расстройствах личности), сопровождающихся напряжением, тревогой и страхом; бессоннице; депрессивных синдромах; психосоматических нарушениях.
Препарат может вызывать побочные эффекты, общие для бензодиазепинов: сонливость, нарушение внимания и концентрации, нарушение координации, нарушение функции печени и почек, в редких случаях — возбуждение, галлюцинации, бессонницу. Возможно привыкание к препарату.
После 3—6 недель приёма препарат постепенно отменяют.

## Метаболизм
После приёма внутрь препарат быстро всасывается из желудочно-кишечного тракта, максимальная концентрация в плазме крови достигается через 1—2 часа.
Под действием монооксигеназ печени бромазепам превращается в N-оксид и 3-гидроксибромазепам, который в свою очередь расщепляется до 2-(2-амино-5-бромбензоил)пиридина с последующим гидроксилированием до 2-(2-амино-5-бром-3-гидроксибензоил)пиридина. Препарат выводится из организма человека преимущественно в виде глюкуронидов 3-гидроксибромазепама и 2-(2-амино-5-бром-3-гидроксибензоил)пиридина. Период полувыведения препарата составляет 20,5 часов.
 →  →  → 